# دایگو نیشی
دایگو نیشی (به انگلیسی: Daigo Nishi) بازیکن فوتبال اهل ژاپن و عضو تیم ملی فوتبال ژاپن است که در تاریخ ۰۱ ژوئن ۲۰۱۱ میلادی اولین بازی ملی‌اش را انجام داد. او در ۱ بازی ملی حضور داشت و آخرین بازی ملی خود را در تاریخ ۱ ژوئن ۲۰۱۱ میلادی انجام داد. دایگو نیشی در بازی‌های ملی‌اش
گلی به ثمر نرساند.